# 咸宜
咸宜（越南语：／，1885年）是越南大南国阮朝咸宜帝的年号，共计1年。
咸宜元年五月二十二日，尊室說裹挾咸宜帝逃出京城，前往鎮牢堡。八月十一日，同慶帝在太和殿即位，以來年為同慶元年。九月下旬，又以十月朔以後為同慶乙酉年，禁止繼續使用咸宜年號。但反法人士繼續使用咸宜紀年。
咸宜四年（1888年），咸宜帝被捕，法國殖民者將其送往非洲阿爾及爾安置。
19世紀90年代，勤王運動最終失敗，咸宜年號才不再有人使用。

## 纪年
| 咸宜 | 元年       | 二年       | 三年       | 四年       |
| 公元 | 1885年     | 1886年     | 1887年     | 1888年     |
| 干支 | 乙酉       | 丙戌       | 丁亥       | 戊子       |
| 清朝 | 光緒十一年 | 光緒十二年 | 光緒十三年 | 光緒十四年 |
| 日本 | 明治18年   | 明治19年   | 明治20年   | 明治21年   |